# Giorgio Roda
Pas d'image ? Cliquez ici
Giorgio Roda, né le 18 mars 1994 à Côme en Italie, est un pilote automobile. Il est le fils du pilote automobile Gianluca Roda et le frère d'Andrea Roda.
Il a remporté le championnat pilote International GT Open en 2014 dans la catégorie GTS et le championnat pilote de l'European Le Mans Series 2018 dans la catégorie LMGTE.

## Carrière
En 2015, après avoir remporté l'International GT Open en 2014 dans la catégorie GTS avec l’écurie AF Corse, Giorgio Roda, toujours avec la même écurie, s'engage en European Le Mans Series dans la catégorie GTC au volant d'une Ferrari 458 Italia GT3. Il remporte les 4 Heures d'Estoril et monte sur la deuxième marche du podium aux 4 Heures d'Imola mais deux abandons l'ont pénalisé et il finit à la 4e place seulement du championnat pilote GTC. Afin d'agrémenter sa saison, il participe également à la manche du Red Bull Ring de l'International GT Open, toujours avec l'écurie AF Corse.
En 2016, Giorgio Roda s'engage dans le championnat Blancpain GT Series Endurance Cup avec l'écurie BMW Team Italia au volant d'une BMW M6 GT3.

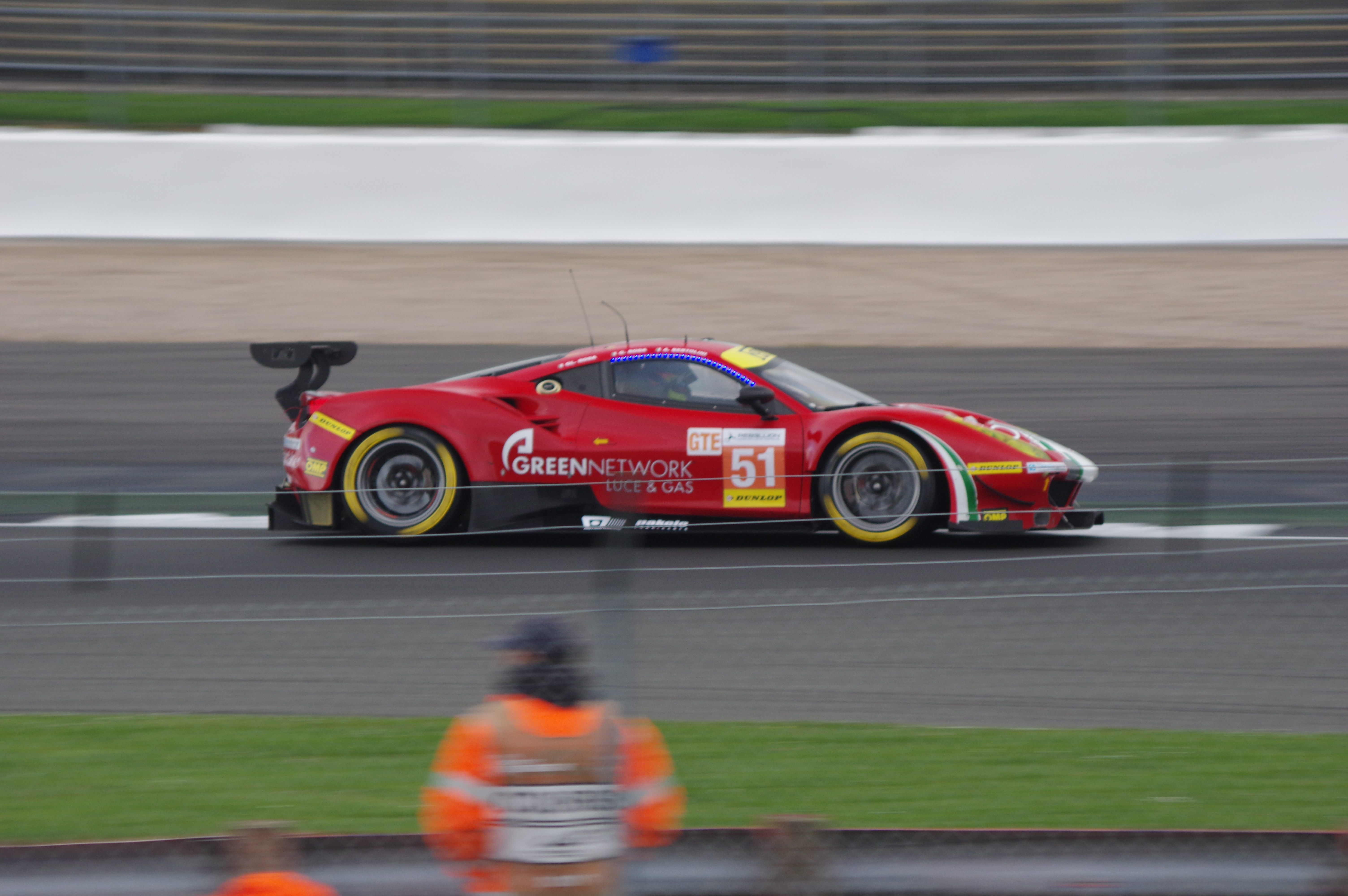
Ferrari 488 GTE no 51 de l'écurie Spirit of Race aux 4 Heures de Silverstone 2017.

En 2017, après la parenthèse Blancpain GT Series Endurance Cup de 2016, Giorgio Roda réintègre le championnat European Le Mans Series avec l'écurie Spirit of Race aux volant d'une Ferrari 488 GTE dans la catégorie LMGTE. Cette saison se solde par une victoire de catégorie aux 4 Heures de Spa et une 6e place au championnat. Comme en 2015, il fait une pige en International GT Open à Barcelone avec l'écurie GRT Grasser Racing Team ainsi qu'au 12 Heures d'Abou Dabi avec l'écurie Kessel Racing.

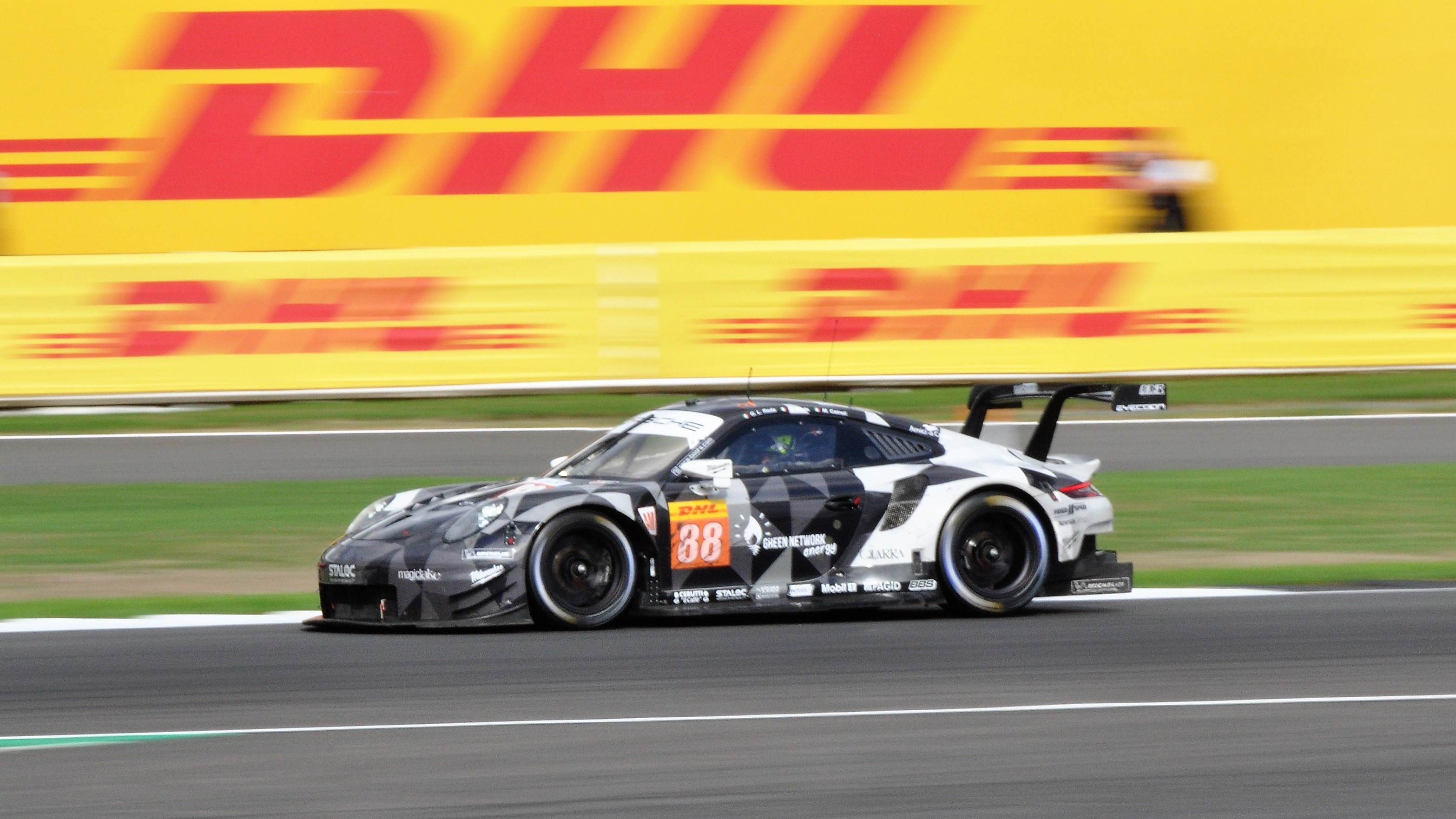
Porsche 911 RSR no 88 du Dempsey-Proton Racing aux 6 Heures de Silverstone 2018

En 2018, Giorgio Roda change d'écurie et s'engage avec le Dempsey-Proton Racing dans le Championnat du monde d'endurance FIA ainsi que l'European Le Mans Series. La saison en European Le Mans Series se déroule de la meilleure manière car il remporte les 4 Heures du Red Bull Ring et monte à quatre autres occasions sur le podium. Cela lui permet de remporter son premier titre majeur, à savoir le championnat des pilotes dans la catégorie LMGTE des European Le Mans Series. La saison en Championnat du monde d'endurance FIA est plus en retrait avec un abandon pour sa première participation aux 24 Heures du Mans à la suite d'une sortie de piste au raccordement. Comme en 2017, Giorgio Roda agrémenta sa saison avec une participation au 12 Heures d'Abou Dabi mais cette fois ci avec l'écurie Attempto Racing.
En 2019, Giorgio Roda continue en Championnat du monde d'endurance FIA au sein du Dempsey-Proton Racing mais change d'écurie pour l'European Le Mans Series et intègre le Team Project 1.

## Palmarès

### Championnat du monde d'endurance FIA
| Année     | Écurie                | Voiture         | Moteur                    | Classe   | 1     | 2        | 3     | 4       | 5   | 6     | 7        | 8        | Position | Points |
| --------- | --------------------- | --------------- | ------------------------- | -------- | ----- | -------- | ----- | ------- | --- | ----- | -------- | -------- | -------- | ------ |
| 2018-2019 | Dempsey-Proton Racing | Porsche 911 RSR | Porsche 4,0 l Flat-6 Atmo | LMGTE Am | SPA 6 | LMS Abd. | SIL 8 | FUJ DSQ | SHA | SEB 7 | SPA Abd. | LMS Abd. | 15ë      | 8̈      |

N.B. * Saison en cours. Les courses en " gras  'indiquent une pole position, les courses en "italique" indiquent le meilleur tour de course.

### European Le Mans Series
| Année | Ecurie             | Châssis                | Moteur                           | Classe | 1        | 2     | 3     | 4        | 5     | 6        | Position | Points |
| ----- | ------------------ | ---------------------- | -------------------------------- | ------ | -------- | ----- | ----- | -------- | ----- | -------- | -------- | ------ |
| 2015  | AF Corse           | Ferrari 458 Italia GT3 | Ferrari 4,5 l V8 Atmo            | GTC    | SIL Abd. | IMO 2 | RBR 4 | LEC Abd. | EST 1 |          | 4e       | 56     |
| 2017  | Spirit of Race     | Ferrari 488 GTE        | Ferrari F154CB 3,9 l V8 bi-turbo | LMGTE  | SIL 6    | MON 4 | RBR 4 | LEC 4    | SPA 1 | POR Abd. | 6e       | 70     |
| 2018  | Proton Competition | Porsche 911 RSR        | Porsche 4,0 l Flat-6 Atmo        | LMGTE  | LEC 2    | MON 5 | RBR 1 | SIL 2    | SPA 3 | POR 3    | 1re      | 95.5   |
| 2019  | Team Project 1     | Porsche 911 RSR        | Porsche 4,0 l Flat-6 Atmo        | LMGTE  | LEC      | MON   | BAR   | SIL      | SPA   | POR      |          |        |